# ジョン・ホイットギフト
ジョン・ホイットギフト（英：John Whitgift, 1530年頃 - 1604年2月29日）は、テューダー朝（エリザベス朝）からステュアート朝のイングランドの聖職者。リンカン主席司祭（在位：1571年 - 1577年）、ウスター主教（在位：1577年 - 1583年）、カンタベリー大主教（在位：1583年 - 1604年）。
エリザベス1世の下でイングランド国教会（監督制）を擁護・主導してピューリタンの弾圧と国教会の維持に努めた。哲学者フランシス・ベーコンの学問の師でもあった。

## 生涯
イングランド東部リンカンシャーの町グリムズビーで富裕な商人の子として誕生。ケンブリッジ大学卒業後は1555年に同大学のフェローになり、カトリックのイングランド女王メアリー1世の治世ではプロテスタントだったが友人の保護などで亡命を免れた。
異母妹エリザベス1世の治世になると重用され、1560年に聖職者に叙任されると1567年にケンブリッジ大学欽定神学教授とトリニティ・カレッジ学長に就任したが、1569年に欽定神学教授を辞任した。背景には同期のトマス・カートライトとの確執があったとされるが不明。
以後はカートライトの追い落としに動き、翌1570年9月25日にエリザベス1世の裁可で大学の副学長に選出されたことを機に、12月11日にカートライトをレディ・マーガレット神学教授から解任、1572年にはフェローからも外して大学から追放した。この後も迫害を続け、翌1573年にはカートライトを新大陸亡命へと追いやり、1591年には獄中にいたカートライトを高等宗務官裁判所で審問したりしている。こうしてカートライトを没落させた後はイングランド国教会の擁護者として振る舞い、エリザベス1世には気に入られ1571年にリンカン主席司祭、1577年にウスター主教、1583年にカンタベリー大主教任命と出世街道を進んでいった。
トリニティ・カレッジ学長だった頃の1573年にフランシス・ベーコンが兄のアンソニー・ベーコンと共に入学、在学は1575年にベーコンが退学するまでの2年間しかなかったが、短い期間中でホイットギフトの指導を受けたベーコンは理性と知識を重んじ、確かな証拠に基づくこと無しに議論を行わない彼の姿勢に影響を受けた。大学でベーコンが受けた影響としてアリストテレスの論理学への反感が挙げられるほか、ホイットギフトが知識を公共活動に活かすことを重視して、学生用テキストとして注文したキケロの著作『義務について』を読んだ可能性が指摘されている。
カンタベリー大主教に就任してからは女王とバーリー男爵ウィリアム・セシルの宗教政策に協力して国教会の教義への統一を策し、ピューリタンの弾圧と国教会の教義浸透に尽力した。高等宗務官裁判所を用いてピューリタンを弾圧、宣誓を強制して聖職者個人の信仰を明らかにする方法、牧師の教区不在問題解決のため牧師を教区へ赴任させる、祈祷書と39箇条の遵守や祭服の着用と儀式の励行も聖職者へ求めるといった手段を強引に推し進めた。これには議会内のピューリタン支持者から反発が上がっただけでなく政府内からも非難の的になり、枢密院の査問を受けて強硬手段の撤回を余儀なくされた。穏健派のバーリー男爵からも非難され、かつての教え子ベーコンも女王へ宛てた手紙でピューリタンの説教活動を擁護、ホイットギフトの強硬手段から距離を取っている。
1603年のエリザベス1世の臨終に立ち会い、新たに即位したジェームズ1世の戴冠役を務め、翌1604年1月に開かれた国教会とピューリタンの会議（ハンプトン・コート会議）には国教会代表の1人として出席、会議後間もなく死去。反ピューリタンとして名を馳せていたリチャード・バンクロフトが後任のカンタベリー大主教となり、国教会統一とピューリタンや長老派弾圧が続けられた。